# Drapeau de la Biélorussie

Drapeau des forces armées biélorusses.

Le drapeau national actuel de la Biélorussie a été adopté et approuvé par référendum le 7 juin 1995, puis modifié le 10 février 2012. Il remplace le drapeau qui servait depuis l'indépendance du pays vis-à-vis de l'Union soviétique, en 1991.
Il est similaire à celui de 1951, utilisé lorsque la Biélorussie était une république de l'Union soviétique, à ceci près que les symboles communistes (faucille et marteau) ont été supprimés et que les couleurs du motif traditionnel sur la gauche sont inversées.
La couleur rouge symbolise le sang versé par les défenseurs de la Biélorussie, et la couleur verte représente les forêts du pays. Le motif sur la gauche du drapeau est quant à lui une représentation du rouchnik traditionnel.

## Variantes du drapeau

Drapeau présidentiel.

Depuis l'introduction du drapeau actuel en 1995, plusieurs autres drapeaux sont créées par des agences gouvernementales en s'inspirant du drapeau du pays.
Le drapeau présidentiel, en usage depuis 1997, est adopté par décret. Sa conception reprend le drapeau du pays avec l'ajout de l'emblème national en rouge et or. Ses proportions 5:6 lui donnent une forme presque carrée et diffèrent du drapeau national.
En 2001, un décret publié par le président Alexandre Loukachenko accorde un drapeau pour les forces armées biélorusses.

## Drapeaux historiques

### République populaire biélorusse (1918-1919)
Incorporée dans le grand-duché de Lituanie depuis 1387 puis dans l'Empire russe, la Biélorussie n'a pas connu jusqu'à son indépendance en mars 1918 de symbole étatique tel qu'un drapeau. À sa création, la République populaire biélorusse choisit d'adopter un tricolore horizontal blanc-rouge-blanc qui, selon l'universitaire Anna Zadora, « se réfère à la période de grand-duché de Lituanie, considéré par les nationalistes comme siècle d'or ».
La jeune république est cependant envahie par les Soviétiques dès le 5 janvier 1919. Ces derniers annexent la Biélorussie et fondent la République socialiste soviétique lituano-biélorusse, puis la république socialiste soviétique de Biélorussie (RSSB). Le drapeau blanc-rouge-blanc disparaît au profit du drapeau rouge avec les caractères cyrilliques БССР (BSSR) en or à haut à gauche, puis la faucille et le marteau.

Blason au Pahonie, utilisé en 1918 et de 1991 à 1995[note 1].
Drapeau de la République populaire biélorusse.
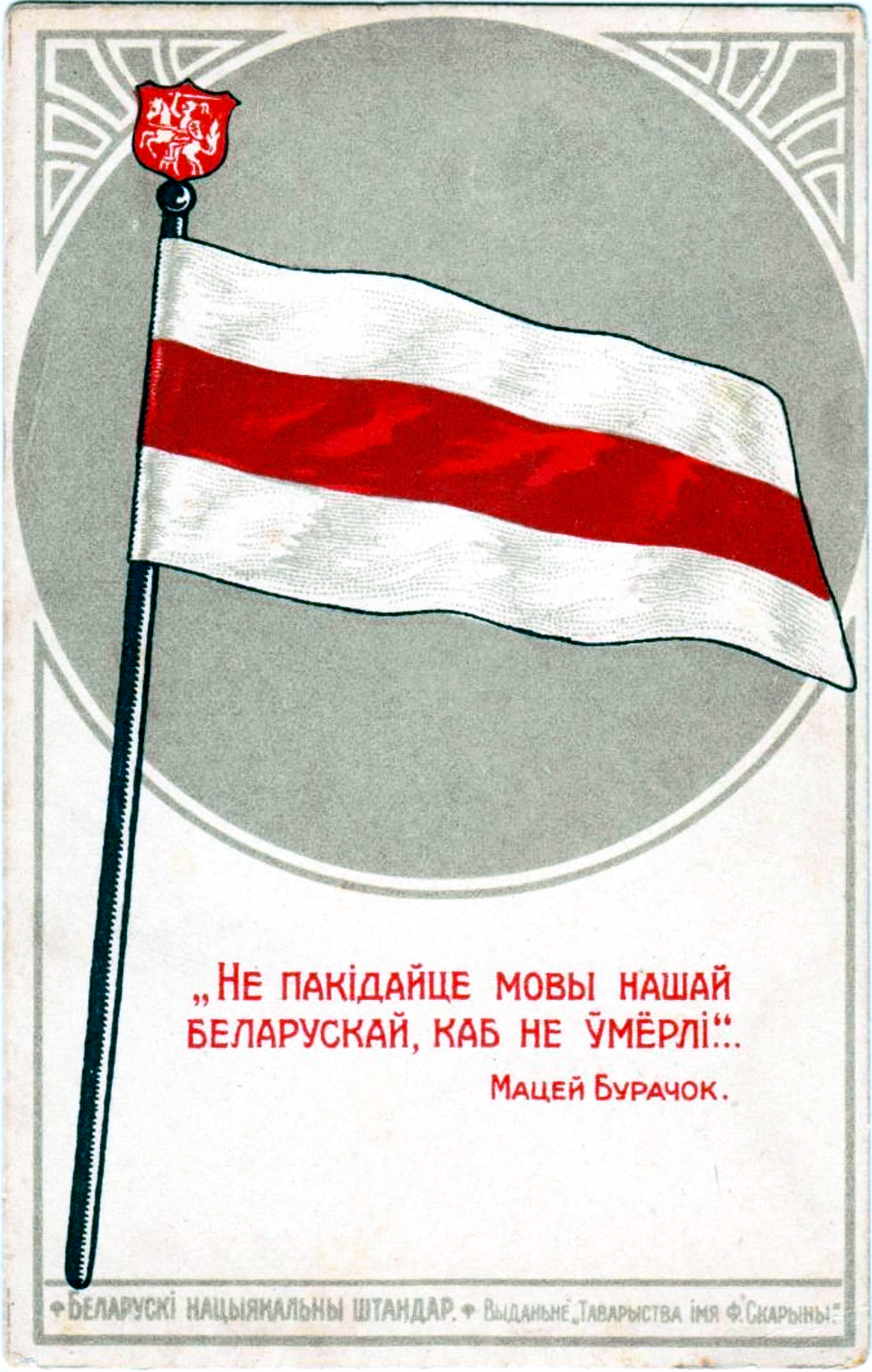
Carte postale figurant le drapeau blanc-rouge-blanc biélorusse, 1920.
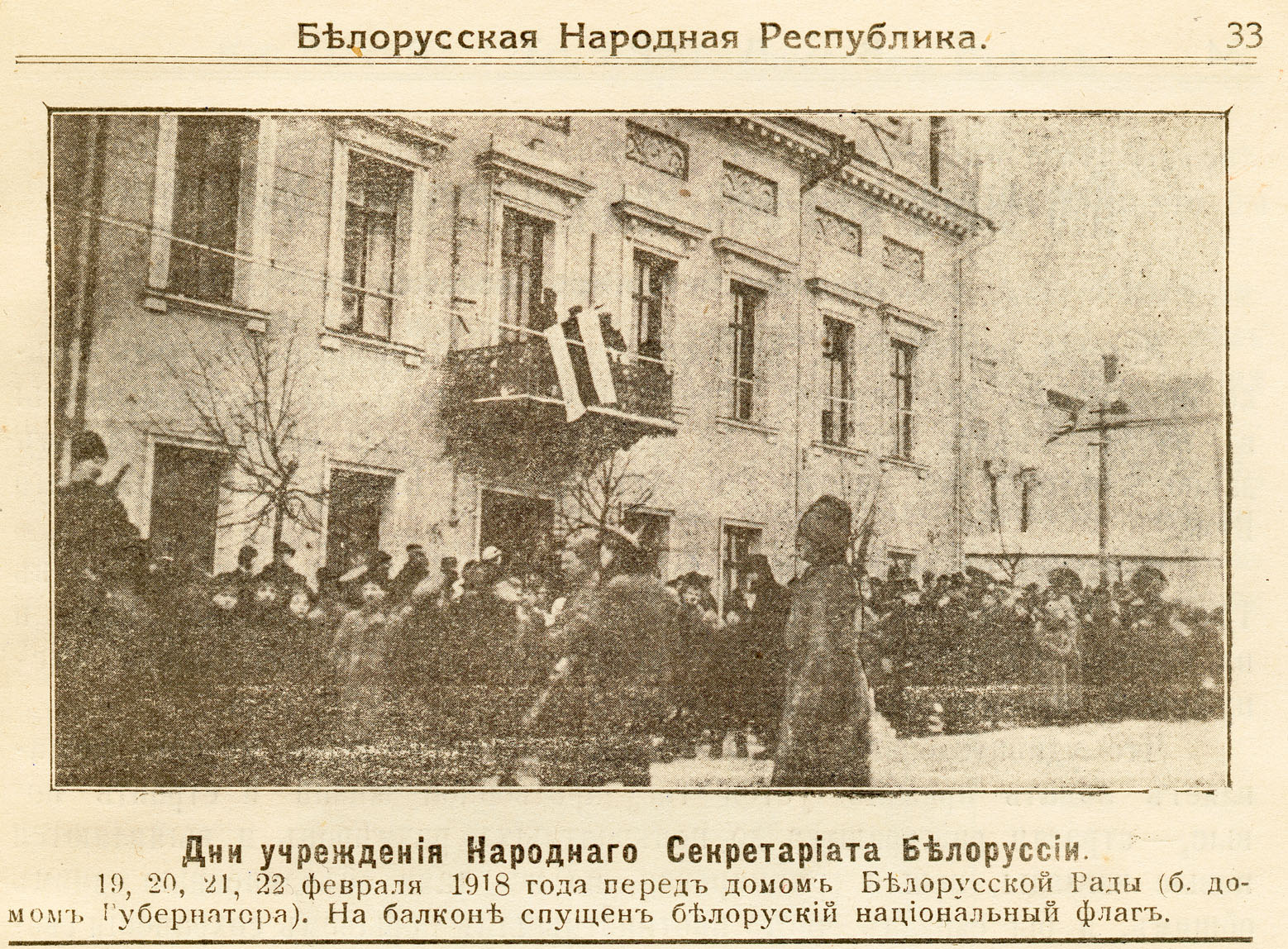
Le drapeau biélorusse sur un bâtiment du gouvernement à Minsk, 1918.

### République socialiste soviétique de Biélorussie (1919-1991)
La RSS de Biélorussie adopte différents drapeaux successifs. La variante adoptée en 1951, qui inclut une bande horizontale verte et une représentation du routchnik traditionnel à gauche du drapeau, est à l'origine du drapeau actuel.

Drapeau de la RSS lituano-biélorusse en 1919.
Drapeau de la RSS de Biélorussie de 1919 à 1927.
Drapeau de la RSS de Biélorussie de 1927 à 1937.
Drapeau de la RSS de Biélorussie de 1937 à 1951.
Drapeau de la RSS de Biélorussie de 1951 à 1991.

### République de Biélorussie (depuis 1991)

Drapeau de 1918 et de la période 1991-1995.
Drapeau de la Biélorussie de 1995 à 2012.
Drapeau de la Biélorussie depuis 2012.

Le drapeau blanc traversé par une bande rouge horizontale datant de la République populaire biélorusse est repris lors de l'indépendance vis-à-vis de l'Union soviétique en 1991, dans une volonté de contester le passé soviétique.
Après l'élection d'Alexandre Loukachenko, nostalgique de l'époque soviétique, à la présidence biélorusse en 1994, le drapeau blanc-rouge-blanc est abandonné par référendum en 1995 pour le drapeau actuel, inspiré des anciens emblèmes soviétiques, mais sans faucille ni marteau. L'opposition qualifie alors ce référendum d'« inconstitutionnel et faussé ». Le nouveau drapeau s'inspire fortement de celui de la RSS de Biélorussie.
Le 10 février 2012, le motif présent sur la partie gauche du drapeau est légèrement modifié, ainsi que la teinte de vert, qui devient plus foncée.

#### Le drapeau blanc-rouge-blanc aujourd'hui
Le drapeau blanc-rouge-blanc est actuellement interdit par le régime du président Loukachenko et est devenu aujourd'hui le symbole de la lutte pour la démocratie en Biélorussie. Il est considéré par la quasi-totalité des groupes d'opposition biélorusses comme le seul et vrai drapeau national.
D'abord utilisé de manière relativement occasionnelle par des activistes pro-démocratie ou des Biélorusses de l'étranger, l'ancien drapeau s'est largement popularisé ces dernières années, en particulier pendant les grandes manifestations de 2020 protestant contre la réélection contestée du président Alexandre Loukachenko. Il est aujourd'hui utilisé partout dans les manifestations en Biélorussie qui réclament plus de démocratie dans le pays et s'opposent au pouvoir actuel. C'est aussi ce drapeau qui est déployé par les manifestants pro-démocratie biélorusses à l'étranger, comme lors d'une action coup de poing des Femen à l'ambassade de Biélorussie à Paris le 11 septembre 2020, manifestant leur opposition à Loukachenko.
Le drapeau est critiqué par le gouvernement notamment pour avoir été utilisé pendant l'occupation nazie. Il est cependant à noter que le Troisième Reich avait pour habitude de reprendre les symboles nationaux pour avoir le soutien des populations locales, et que le drapeau est antérieur à cette période, datant de 1918. Les partisans du drapeau blanc-rouge-blanc affirment que les collaborateurs de l'Axe en Belgique, en Lettonie, en Lituanie, en Norvège, aux Pays-Bas, en Russie, en Ukraine, en France et en Estonie ont également utilisé leurs drapeaux nationaux pendant la Seconde Guerre mondiale. De plus, Klawdzi Douj-Douchewski (en), le créateur de ce drapeau, a refusé de coopérer avec les forces d'occupation nazies. Il a été arrêté par les nazis pour avoir caché une famille juive dans sa maison et envoyé au camp d'extermination de Pravieniškės.
Le drapeau est autorisé lors de manifestations approuvées par le gouvernement. Toute utilisation non autorisée du drapeau en Biélorussie peut conduire à une peine de prison ou une amende.
En plus d'être symbole de démocratie, le drapeau représente l'affirmation de la culture, du patriotisme et de l'identité biélorusse, à laquelle s'oppose le président Loukachenko, qui a longtemps privilégié le rapprochement avec la Russie et qui considère le nationalisme biélorusse comme une menace à son pouvoir.

Une variante du drapeau comportant le Pahonie (l'ancien emblème de la Biélorussie) en son centre est aussi utilisée.

Variante du drapeau blanc-rouge-blanc figurant la Pahonie.
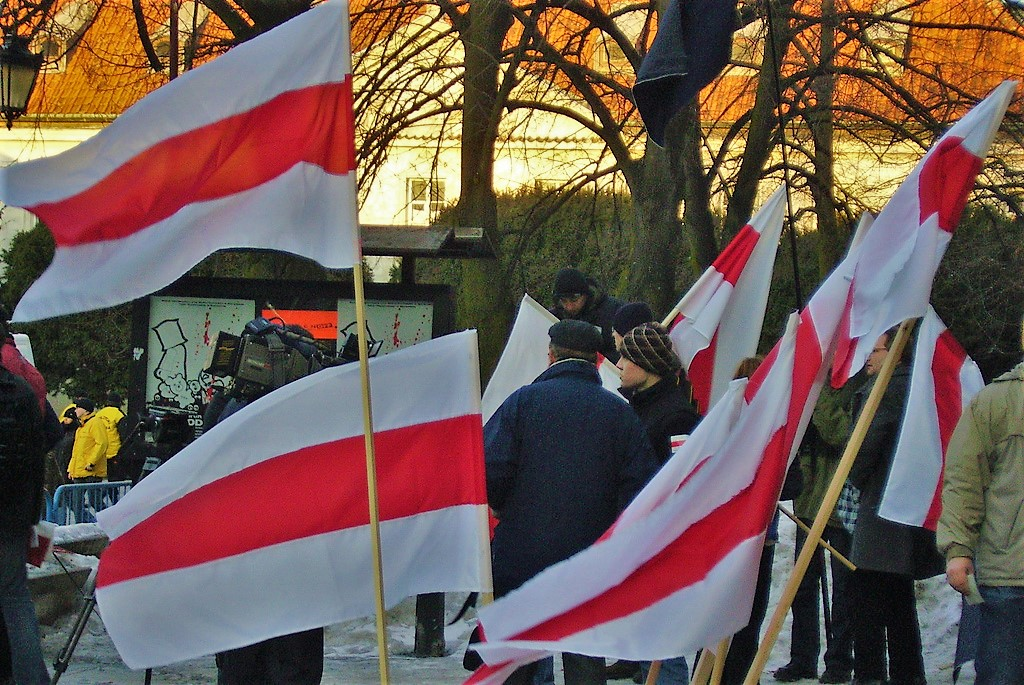
Événement en solidarité avec la Biélorussie, 12 mars 2006 à Varsovie.
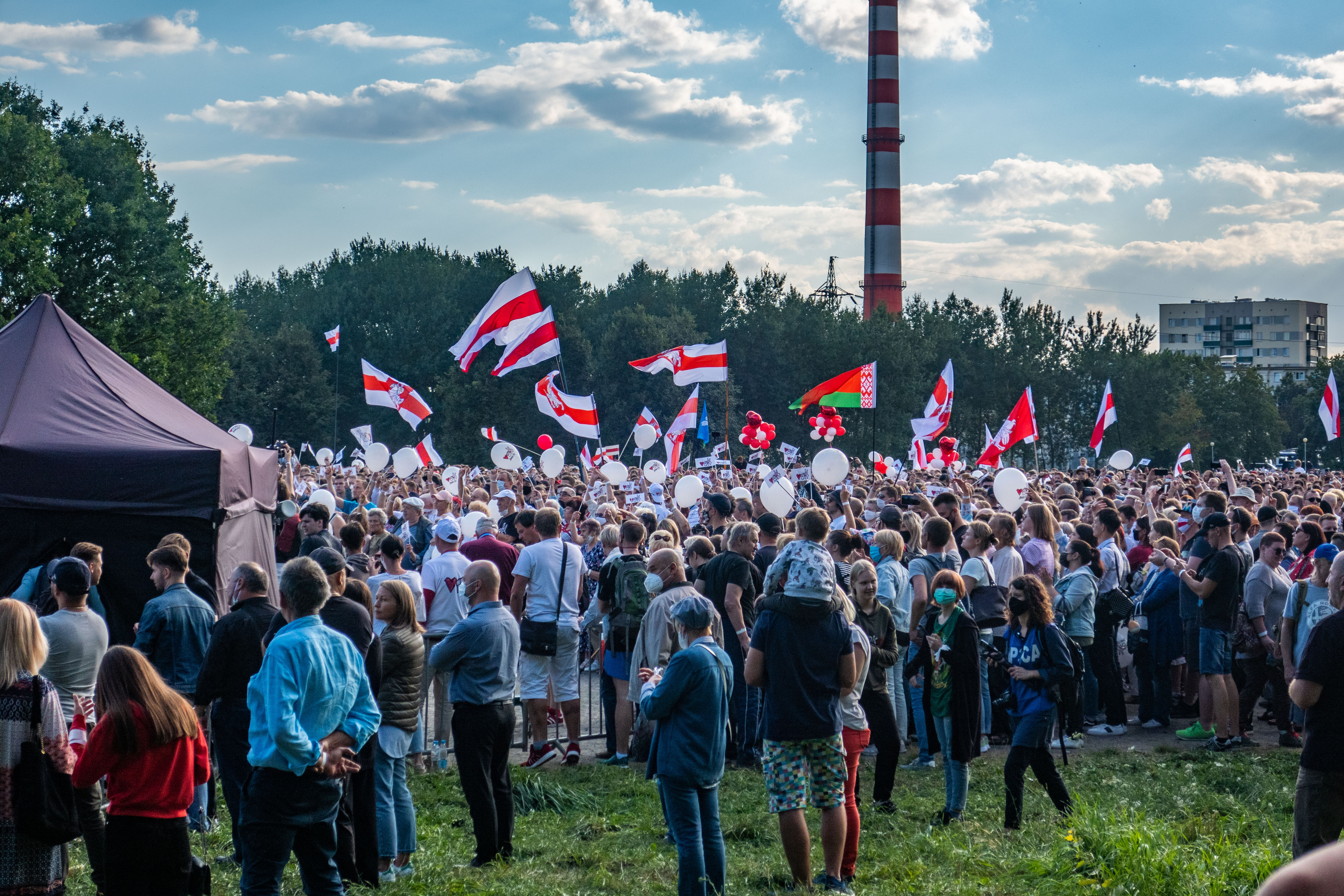
Rassemblement de soutien à Svetlana Tikhanovskaïa à Minsk, 30 juillet 2020.
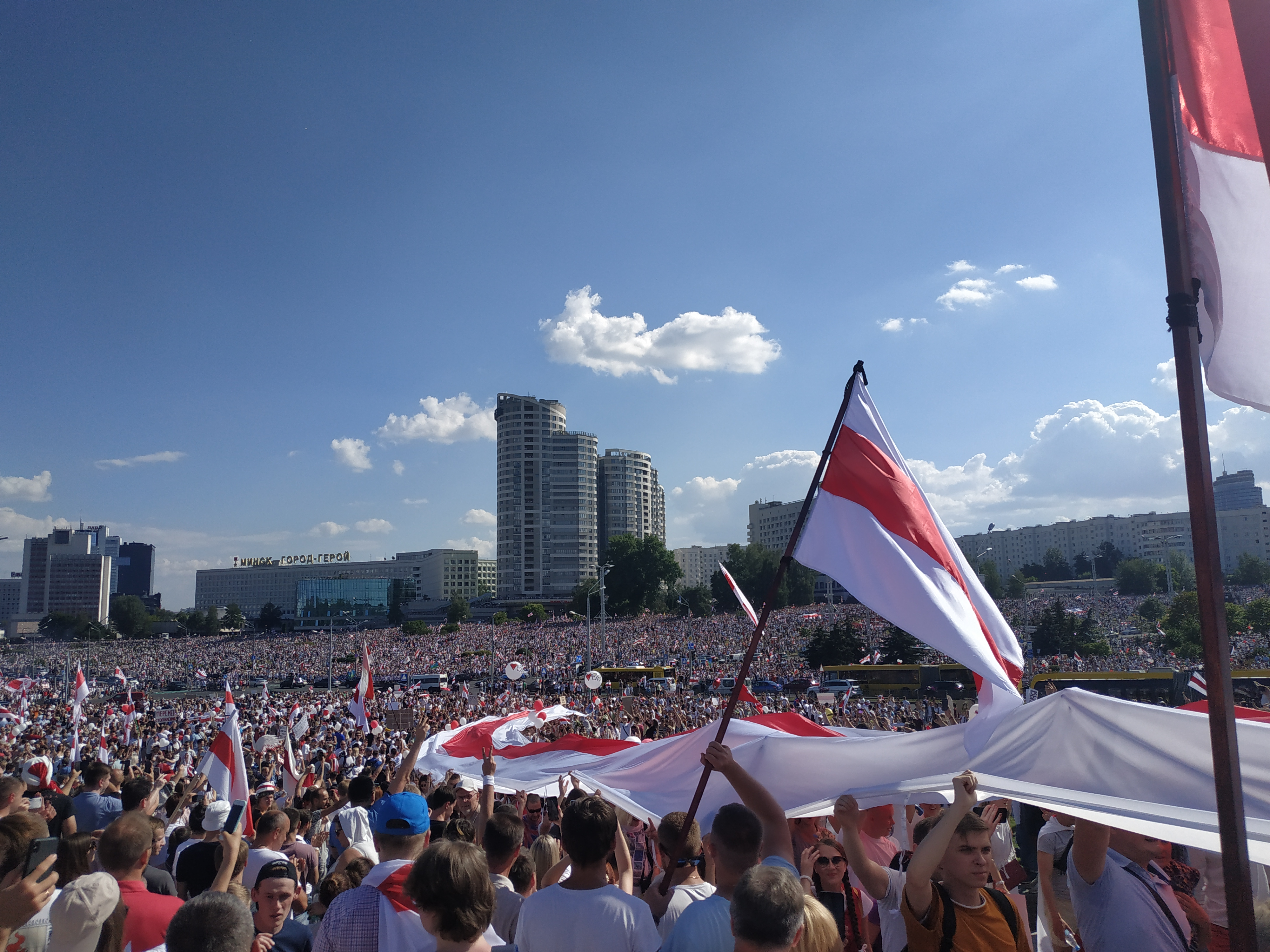
Manifestation de l'opposition à Minsk, 16 août 2020.